# Rhinolophus rex
Rhinolophus rex là một loài động vật có vú trong họ Dơi lá mũi, bộ Dơi. Loài này được G. M. Allen mô tả năm 1923.